# Roques del Seix
Les Roques del Seix és un conjunt de formacions rocoses del terme municipal de Conca de Dalt, dins de l'antic terme de Toralla i Serradell, del Pallars Jussà, en l'àmbit del poble de Serradell.
Estan situades a llevant del Serrat de Santa Eulàlia, a la part nord-occidental de l'enclavament de Toralla i Serradell, al nord-oest del poble de Serradell. A l'esquerra de la llau de les Ribes, és al nord-oest de lo Seix. A la zona hi ha altres formacions rocoses singulars, com les Picorres, al nord-oest de les Roques del Seix, o les Roques de la Bou, al sud-est.